# Eupithecia frequens
Eupithecia frequens är en fjärilsart som beskrevs av Butler 1882. Eupithecia frequens ingår i släktet Eupithecia och familjen mätare. Inga underarter finns listade i Catalogue of Life.